# Brotomys contractus
Brotomys contractus es una especie de roedorextinta de la familia Echimyidae.

## Distribución geográfica
Se  encontraba  en Haití. Un espécimen fue encontrado en una cueva cerca de St. Michel. 

## Hábitat
Su hábitat natural era: zonas subtropicales o tropicales húmedas de tierras de baja altitud, bosques.